# 馬鳴山鎮安宮

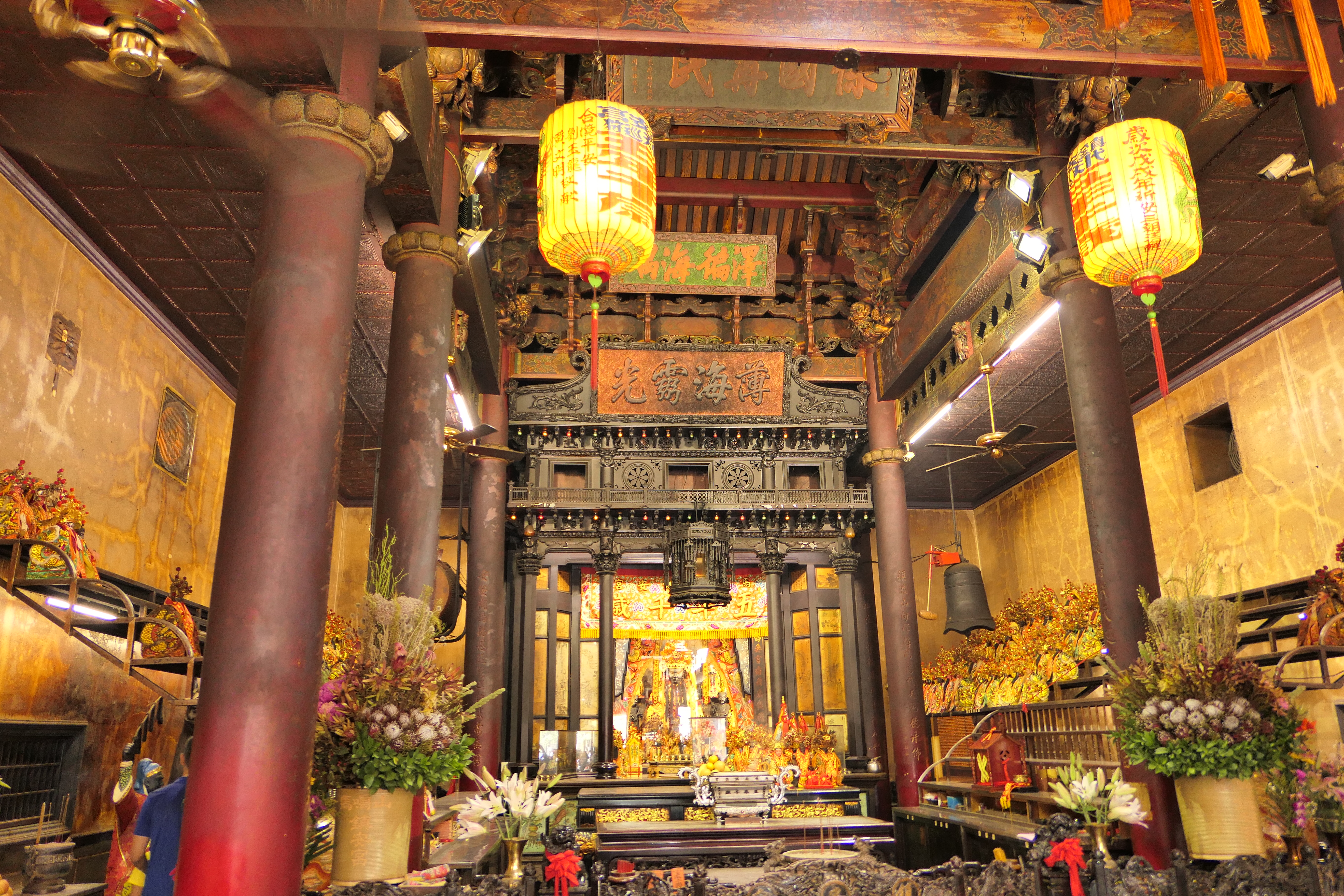
正殿

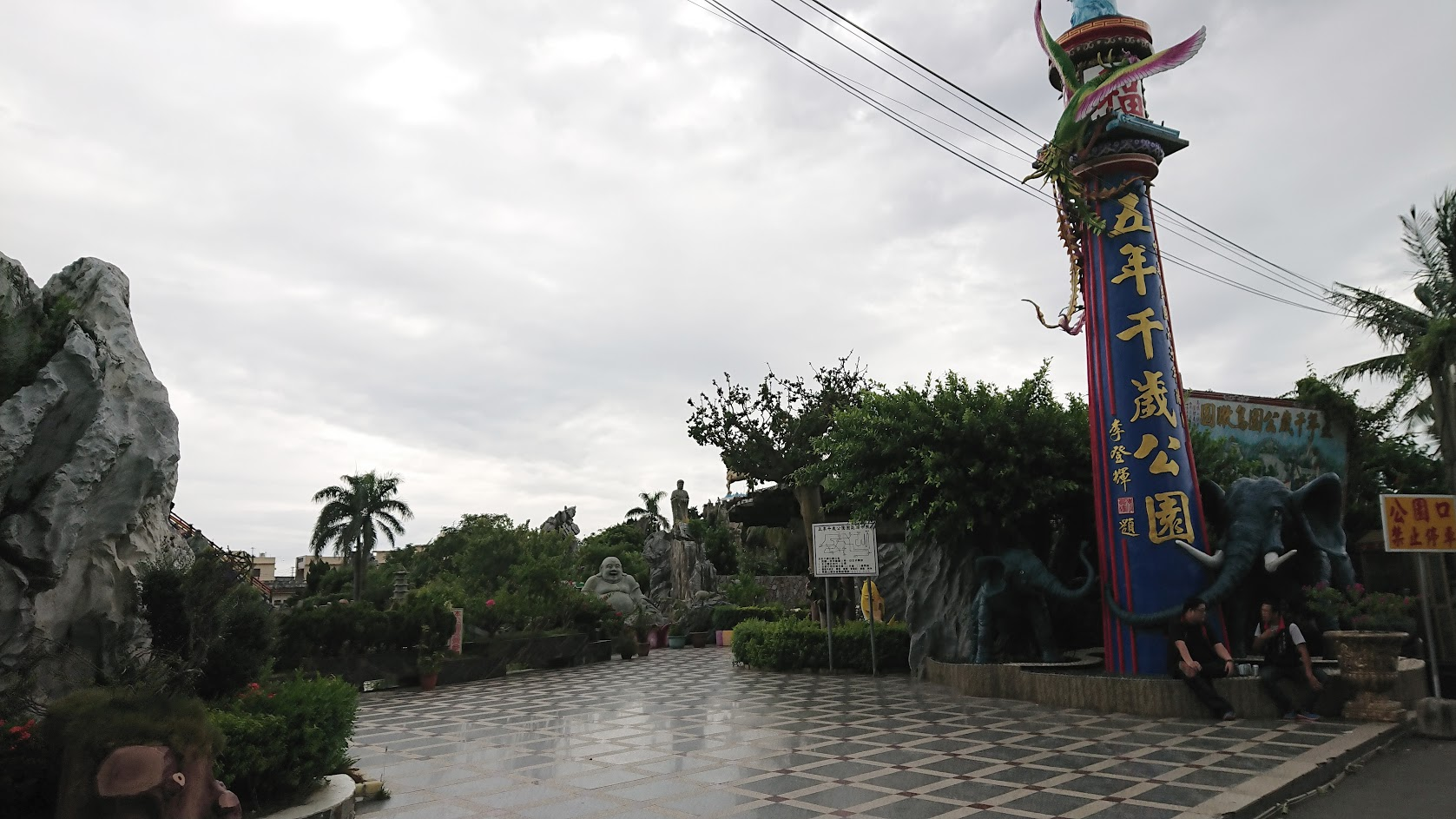
五年千歲公園入口

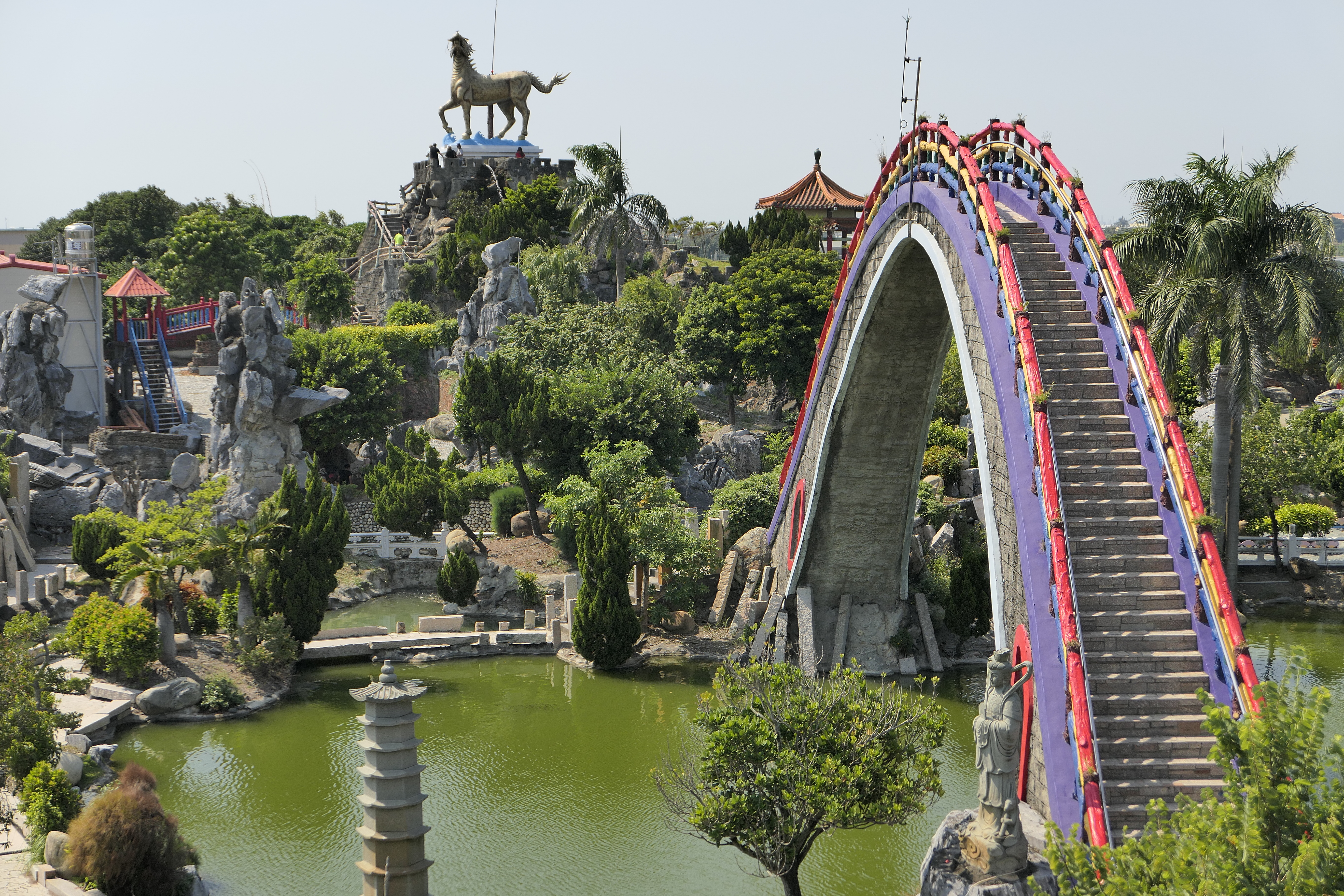
五年千歲公園

馬鳴山鎮安宮五年千歲祖廟，位於臺灣雲林縣褒忠鄉馬鳴山的王爺廟，主祀代天巡狩五年千歲十二王爺，以五年一醮故稱之，而五年千歲為十二位千歲所組成的神名，依照十二地支排列，分別為「子年張千歲、丑年徐千歲、寅年侯千歲、卯年耿千歲、辰年吳千歲、巳年何千歲、午年薛千歲、未年封千歲、申年趙千歲、酉年譚千歲、戌年盧千歲、亥年羅千歲」，故稱五年千歲十二王爺，目前廟中依照神示為盧千歲鎮殿，更爲全台五年千歲開基祖廟，源頭總本山。

## 簡介
雲林縣「馬鳴山五年千歲大科」於108年8月獲文化部公告為重要民俗，成為國家級無形文化資產，馬鳴山鎮安宮為臺灣五年千歲總廟，更爲源頭祖廟，分靈廟遍及全臺，「五年大科」歷史悠久且規模盛大，由原本的五股14庄擴及到目前大約5百個香庄，祭祀儀式極具地方特色，三大面向包括：香庄進香請王遶境、三朝清醮（含龍船換班）、香庄遶境迎送王，其科儀保存完整。是台灣五年千歲的主要信仰中心。
另鎮安宮亦規劃興建「五年千歲公園」，於民國85年12月竣工開放，內以奇岩異石為主體架構，有高山石林的庭園景觀、九龍巨船、景觀鵲橋、大小瀑布、石洞地道；還有諸多神像石雕，如三十六天罡、七十二地煞、六十太歲星君、十八羅漢懸崖等等，為全台首座，也是面積最大的寺廟主題公園。

## 祭祀圈
鎮安宮最主要的祭祀單位，為「五股」，也是廟宇管理委員會的基層組織。:282鎮安宮自建廟以來，最初由馬鳴山周遭五個聚落共同祭祀，嗣後隨信仰圈擴張，連結周圍十二個聚落，構成所謂的「五股」，意即五個股份的意思，十二聚落編制於五股下層，鎮安宮營運及義務，皆由五股為單位出來分攤，根據日本學者三尾裕子將參與五股與十二村落的分類，茲列表如下：:23-25
| 股名     | 村落名 | 現行行政名稱 | 現行行政名稱             | 日本時代村名 | 日本時代村名    | 清代村名   | 清代村名           |
| 股名     | 村落名 | 雲林縣       | 村名                     | 台南州       | 大字            | 嘉義縣堡里 | 街庄               |
| -------- | ------ | ------------ | ------------------------ | ------------ | --------------- | ---------- | ------------------ |
| 主普股   | 月眉   | 東勢鄉       | 月眉村                   | 海口庄       | 月眉            | 布嶼堡     | 月眉庄             |
| 主普股   | 田洋   | 褒忠鄉       | 田洋村                   | 土庫街       | 田洋            | 布嶼堡     | 頂田洋庄、下田洋庄 |
| 主會股   | 馬埔   | 東勢鄉       | 月眉村                   | 海口庄       | 月眉            | 布嶼堡     | 月眉庄             |
| 主會股   | 六塊寮 | 褒忠鄉       | 馬鳴村                   | 土庫街       | 馬鳴山          | 布嶼西堡   | 馬鳴山庄           |
| 主會股   | 褒忠   | 褒忠鄉       | 中民村、 中勝村、 埔姜村 | 土庫街       | 埔姜崙          | 布嶼西堡   | 褒忠庄褒忠街       |
| 主壇股   | 新厝   | 褒忠鄉       | 新湖村                   | 土庫街       | 湖頭厝          | 布嶼西堡   | 芋頭厝庄           |
| 主壇股   | 芋頭   | 褒忠鄉       | 新湖村                   | 土庫街       | 湖頭厝          | 布嶼西堡   | 芋頭厝庄           |
| 主壇股   | 有才   | 褒忠鄉       | 有才村                   | 土庫街       | 有才寮          | 布嶼西堡   | 有才寮             |
| 主醮股   | 同安   | 東勢鄉       | 同安村                   | 海口庄       | 同安厝          | 布嶼西堡   | 同安厝庄           |
| 三官主股 | 馬鳴山 | 褒忠鄉       | 馬鳴村                   | 土庫街       | 馬鳴山          | 布嶼西堡   | 馬鳴山庄           |
| 三官主股 | 昌南   | 東勢鄉       | 昌南村                   | 土庫街       | 同安厝昌南      | 布嶼堡     | 昌南庄             |
| 三官主股 | 復興   | 東勢鄉       | 復興村                   | 海口庄       | 月眉 小字呂厝庄 | 布嶼堡     | 呂厝庄             |

## 奉祀神聖
正殿：五年千歲、李府千歲、朱府千歲、池府千歲、中壇元帥、丁府八千歲、邢府千歲、金府千歲
後殿：觀世音菩薩、司隸境主、福德正神
凌霄寶殿：玉皇上帝、三官大帝、太陽星君、太陰星君、南斗星君、北斗星君、王天君、趙天君、馬天君、殷天君

## 五年千歲起由
一般傳說：五年千歲為周武王時代之英雄，因輔武王克殷，打敗殷紂王有功，受天帝勅命，封為「代天巡狩之千歲」。以十二地支為順序，每年輪值降世，巡按人間，監察善惡。世人尊稱為「千歲爺」，並且至漢代張道陵天師倡行正一道時，顯現神蹟。
供奉五年千歲的廟宇，會在寅年、午年、戌年作醮，每十二年間，三度作醮。因為每次作醮，相隔四年，若連首尾，即是五年一度，故信徒通稱其為「五年千歲」。
學者認為，五年千歲原是屬於瘟神信仰的一種。爾後，逐漸演變成消災除疫、守護鄉里的神祇。五年千歲十二王爺以天干地支去輪值科歲年，十二位千歲值年分別為「子年張千歲，丑年徐千歲、寅年侯千歲、卯年耿千歲、辰年吳千歲、巳年何千歲、午年薛千歲、未年封千歲、申年趙千歲、酉年譚千歲、戌年盧千歲、亥年羅千歲」 鎮安宮每四年，每逢寅、午、戌年，舉行一次三朝三醮大典，稱大科年。

## 廟史
鄭氏東寧永曆十六年（清朝康熙元年，1662年）馬龍山鄉民奉祀之「朱府王爺」降乩曰：「本庄西北方草港，有天神駕臨，應即前往迎接鑾駕，回來供奉。」鄉民前去果然發現王船，上有神像三尊、香爐一個、藥籤簿一冊，並有紅綾，上書五年千歲十二王爺之姓氏與誕日。而後，馬龍山、昌南、新厝、芋頭、呂厝、同安、林朱寮等七庄檀越鳩資建廟奉祀，祈求平安。
馬龍山因堪輿學上有「馬龍相會」格，風水甚佳，故稱「馬龍山」。因漢字「龍」與「鳴」於地方閩南語腔調相似，臺灣日治時期官吏誤記為「馬鳴山」。日本投降後，鄉民原本有意投書國民政府，正名為「馬龍山」，後因有學者查出大乘佛教有祖師「馬鳴菩薩」，士紳皆認為「馬鳴」其名非常吉祥，故沿用至今。
光緒十三年（1887年），因木造廟宇破損，當地紳士陳國、陳圍發起重建，以磚修廟，日本昭和十二年（1937年），廟宇破損，元長檀越李于音及管理人蘇看，募款修建殿宇、禪房。二次大戰結束，1946年，陳勳鑒及廟宇陳舊狹窄，不能容納逐年增加的香客及住宿，與仕紳陳通諮商後，邀蘇看等四人籌組信徒大會及興建委員會，於1947年召開信徒大會，推陳通為主席，決議廟宇全部重新興建，善男信女踴躍捐獻，1951年殿全部拆除，後重修畢，入火安座，1952年竣工。後殿於1984年改建鋼筋水泥三層宮殿，分別供奉觀音菩薩、三官大帝、玉皇大帝。

## 分靈
1980年後，台灣經濟發展迅速，本地鄉民多到他鄉奮鬥謀生且落地生根，自行雕刻神像，分靈供奉者甚多。再者，各地感受神威顯赫而自行雕塑神像奉祀者甚眾。各地宮、廟、寺、壇、堂……等，紛紛向本宮申請分靈，期能借助千歲神威，救濟世人。因此分靈廟陸續在各地誕生，並擴散至全台各地。因為這樣，使得馬鳴山鎮安宮晉昇成一個知名性的廟宇。
所謂的「分靈廟」，是經過登記和考核的過程，得到本宮的許可後，至本宮恭請一尊神尊回自宅的祭壇或是廟宇當中恭奉。在每年千歲的誕辰祭典和其他的重要祭典時，這些分靈廟就會回到祖廟來進香祭拜謂謁祖。
今日馬鳴山五年千歲分靈廟已遍佈全台。每一個分靈廟的創建，都有一段機緣或心願。馬鳴山鎮安宮管理委員會與各分靈廟也盡量保持著往來，不僅推派委員參加各分靈廟的慶典，鎮安宮的每四年舉辦一次的祈安清醮法會，也製作紀念品送各分靈廟。